# 张恩绶
张恩绶（1881年—？），字泽余（一作泽儒），直隶深县人。

## 生平
张恩绥早年曾就读于保定大学堂。1904年毕业后赴日本留学。先在经纬学校学习，后进入早稻田大学政治经济科。1910年毕业后返回中国，授法政科举人。次年朝考一等，分邮传部任七品官。辛亥革命后，张恩绶于1912年当选中华民国第一届国会众议员。同年，出任北洋法政专门学校校长、北洋法政学会会长。他还与李存义、刘文华、张占魁、叶云表等在天津发起成立中华武士会，后担任过中华武士会会长。此外，他还曾任共和党干事、进步党地方科主任等职。1918年当选第二届国会议员。